# Troisième tour des éliminatoires de la zone Afrique de la Coupe du monde de football 2022
Cet article détaille les résultats du troisième tour de la zone Afrique pour les éliminatoires de la Coupe du monde de football 2022.
Les 10 vainqueurs de groupe du second tour se retrouvent lors de ce dernier tour pour se disputer les cinq places accordées au continent africain en phase finale. Les rencontres sont à élimination directe en matchs aller-retour avec application de la règle des buts marqués à l'extérieur en cas d'égalité. Les cinq vainqueurs des confrontations, dont les matches retour ont lieu le 29 mars 2022, sont qualifiés pour la Coupe du Monde 2022 au Qatar : il s'agit du Sénégal, du Cameroun, du Ghana, du Maroc et de la Tunisie. 

## Liste des qualifiés
Les dix qualifiés sont les vainqueurs de groupe du second tour.
| Pays     | Groupe | Date de qualification |
| -------- | ------ | --------------------- |
| Sénégal  | H      | 12 octobre 2021       |
| Maroc    | I      | 12 octobre 2021       |
| Mali     | E      | 13 novembre 2021      |
| Égypte   | F      | 13 novembre 2021      |
| RD Congo | J      | 14 novembre 2021      |
| Ghana    | G      | 14 novembre 2021      |
| Nigeria  | C      | 16 novembre 2021      |
| Algérie  | A      | 16 novembre 2021      |
| Tunisie  | B      | 16 novembre 2021      |
| Cameroun | D      | 16 novembre 2021      |

## Tirage au sort
| Chapeau 1                             | Chapeau 2                           |
| ------------------------------------- | ----------------------------------- |
| Algérie Maroc Nigeria Sénégal Tunisie | Cameroun RD Congo Égypte Ghana Mali |

Les équipes les mieux classées au classement de la FIFA sont placées dans le chapeau 1 et ont l'avantage de disputer le match retour à domicile.
Le tirage au sort, initialement prévu le 18 décembre, est effectué le 22 janvier 2022 à Douala et donne les confrontations suivantes :
 Égypte   -   Sénégal 

 Cameroun   -   Algérie 

 Ghana   -   Nigeria 

 RD Congo   -   Maroc 

 Mali   -   Tunisie 

## Résultats
| Match | Équipe 1 | Résultat        | Équipe 2 | Aller | Retour   |
| ----- | -------- | --------------- | -------- | ----- | -------- |
| 1     | Égypte   | 1 - 1 1 - 3 tab | Sénégal  | 1 - 0 | 0 - 1 ap |
| 2     | Cameroun | 2E - 2          | Algérie  | 0 - 1 | 2 - 1 ap |
| 3     | Ghana    | 1E - 1          | Nigeria  | 0 - 0 | 1 - 1    |
| 4     | RD Congo | 2 - 5           | Maroc    | 1 - 1 | 1 - 4    |
| 5     | Mali     | 0 - 1           | Tunisie  | 0 - 1 | 0 - 0    |

### Égypte - Sénégal
| Aller                  | Égypte         | 1 - 0   | Sénégal | Stade international du Caire Le Caire, Égypte | |
| 25 mars 2022 20h30 WAT | Ciss 4e (csc)  | (1 - 0) |         | Arbitrage : Jean Jacques Ndala Ngambo Arbitres assistants : Olivier Safari Kabene Soulaimane Amaldine Quatrième arbitre : Boubou Traore Arbitre vidéo : Marco Di Bello (en) Arbitres assistants vidéo : Paolo Valeri (en) | Arbitrage : Jean Jacques Ndala Ngambo Arbitres assistants : Olivier Safari Kabene Soulaimane Amaldine Quatrième arbitre : Boubou Traore Arbitre vidéo : Marco Di Bello (en) Arbitres assistants vidéo : Paolo Valeri (en) |
| 25 mars 2022 20h30 WAT | Rapport (FIFA) |         |         | Arbitrage : Jean Jacques Ndala Ngambo Arbitres assistants : Olivier Safari Kabene Soulaimane Amaldine Quatrième arbitre : Boubou Traore Arbitre vidéo : Marco Di Bello (en) Arbitres assistants vidéo : Paolo Valeri (en) | Arbitrage : Jean Jacques Ndala Ngambo Arbitres assistants : Olivier Safari Kabene Soulaimane Amaldine Quatrième arbitre : Boubou Traore Arbitre vidéo : Marco Di Bello (en) Arbitres assistants vidéo : Paolo Valeri (en) |

| Retour                 | Sénégal                                   | 1 - 0 a. p.       | Égypte                             | Stade Abdoulaye-Wade Dakar, Sénégal                                                                                             | |
| 29 mars 2022 18h00 WAT | Dia 3e                                    | (1 - 0, 1 - 0)    |                                    | Arbitrage : Mustapha Ghorbal Arbitres assistants : Abdelhak Etchiali (no) Mokrane Gourari Quatrième arbitre : Mehdi Abid Charef | Arbitrage : Mustapha Ghorbal Arbitres assistants : Abdelhak Etchiali (no) Mokrane Gourari Quatrième arbitre : Mehdi Abid Charef |
| 29 mars 2022 18h00 WAT | Rapport (FIFA)                            |                   |                                    | Arbitrage : Mustapha Ghorbal Arbitres assistants : Abdelhak Etchiali (no) Mokrane Gourari Quatrième arbitre : Mehdi Abid Charef | Arbitrage : Mustapha Ghorbal Arbitres assistants : Abdelhak Etchiali (no) Mokrane Gourari Quatrième arbitre : Mehdi Abid Charef |
| 29 mars 2022 18h00 WAT | Koulibaly · Ciss · I. Sarr · Dieng · Mané | Tirs au but 3 - 1 | Salah · Zizo · El Sulaya · Mohamed | Arbitrage : Mustapha Ghorbal Arbitres assistants : Abdelhak Etchiali (no) Mokrane Gourari Quatrième arbitre : Mehdi Abid Charef | Arbitrage : Mustapha Ghorbal Arbitres assistants : Abdelhak Etchiali (no) Mokrane Gourari Quatrième arbitre : Mehdi Abid Charef |

### Cameroun - Algérie
| Aller                  | Cameroun       | 0 - 1   | Algérie                | Stade de Japoma Douala, Cameroun | |
| 25 mars 2022 18h00 WAT |                | (0 - 1) | 40e Slimani (Belaïli ) | Arbitrage : Joshua Bondo (nl) Arbitres assistants : Issa Yaya Arsénio Chadreque Maringule Quatrième arbitre : Bernard Hensel Camille Arbitre vidéo : Alejandro José Hernández Hernández (en) Arbitres assistants vidéo : José Luis Munuera Montero (en) | Arbitrage : Joshua Bondo (nl) Arbitres assistants : Issa Yaya Arsénio Chadreque Maringule Quatrième arbitre : Bernard Hensel Camille Arbitre vidéo : Alejandro José Hernández Hernández (en) Arbitres assistants vidéo : José Luis Munuera Montero (en) |
| 25 mars 2022 18h00 WAT | Rapport (FIFA) |         |                        | Arbitrage : Joshua Bondo (nl) Arbitres assistants : Issa Yaya Arsénio Chadreque Maringule Quatrième arbitre : Bernard Hensel Camille Arbitre vidéo : Alejandro José Hernández Hernández (en) Arbitres assistants vidéo : José Luis Munuera Montero (en) | Arbitrage : Joshua Bondo (nl) Arbitres assistants : Issa Yaya Arsénio Chadreque Maringule Quatrième arbitre : Bernard Hensel Camille Arbitre vidéo : Alejandro José Hernández Hernández (en) Arbitres assistants vidéo : José Luis Munuera Montero (en) |

| Retour                 | Algérie               | 1 - 2 a. p.    | Cameroun                                                 | Stade Mustapha-Tchaker Blida, Algérie | |
| 29 mars 2022 20h30 WAT | ( Ghezzal) Touba 118e | (0 - 1, 0 - 1) | 22e Choupo-Moting · 120+4e Toko-Ekambi (Ngadeu-Ngadjui ) | Arbitrage : Bakary Gassama Arbitres assistants : Jerson Emiliano Dos Santos Mahmoud Aboulregal Quatrième arbitre : Amin Omar (en) Arbitre vidéo : Marco Fritz (en) Arbitres assistants vidéo : Christian Dingert (en) | Arbitrage : Bakary Gassama Arbitres assistants : Jerson Emiliano Dos Santos Mahmoud Aboulregal Quatrième arbitre : Amin Omar (en) Arbitre vidéo : Marco Fritz (en) Arbitres assistants vidéo : Christian Dingert (en) |
| 29 mars 2022 20h30 WAT | Rapport (FIFA)        |                |                                                          | Arbitrage : Bakary Gassama Arbitres assistants : Jerson Emiliano Dos Santos Mahmoud Aboulregal Quatrième arbitre : Amin Omar (en) Arbitre vidéo : Marco Fritz (en) Arbitres assistants vidéo : Christian Dingert (en) | Arbitrage : Bakary Gassama Arbitres assistants : Jerson Emiliano Dos Santos Mahmoud Aboulregal Quatrième arbitre : Amin Omar (en) Arbitre vidéo : Marco Fritz (en) Arbitres assistants vidéo : Christian Dingert (en) |

### Ghana - Nigeria
| Aller                  | Ghana          | 0 - 0   | Nigeria | Baba Yara Stadium Kumasi, Ghana                                                                                            | |
| 25 mars 2022 20h30 WAT |                | (0 - 0) |         | Arbitrage : Rédouane Jiyed (es) Arbitres assistants : Lahcen Azougar Mustapha Akarkad Quatrième arbitre : Samir El Guezzaz | Arbitrage : Rédouane Jiyed (es) Arbitres assistants : Lahcen Azougar Mustapha Akarkad Quatrième arbitre : Samir El Guezzaz |
| 25 mars 2022 20h30 WAT | Rapport (FIFA) |         |         | Arbitrage : Rédouane Jiyed (es) Arbitres assistants : Lahcen Azougar Mustapha Akarkad Quatrième arbitre : Samir El Guezzaz | Arbitrage : Rédouane Jiyed (es) Arbitres assistants : Lahcen Azougar Mustapha Akarkad Quatrième arbitre : Samir El Guezzaz |

| Retour                 | Nigeria                 | 1 - 1   | Ghana                | Abuja Stadium Abuja, Nigeria | |
| 29 mars 2022 18h00 WAT | Troost-Ekong 22e (pen.) | (1 - 1) | 10e Partey (Mensah ) | Arbitrage : Sadok Selmi Arbitres assistants : Khalil Hassani Issa Musaed Attia Quatrième arbitre : Haythem Guirat Arbitre vidéo : Jérôme Brisard Arbitres assistants vidéo : Louis Delajod | Arbitrage : Sadok Selmi Arbitres assistants : Khalil Hassani Issa Musaed Attia Quatrième arbitre : Haythem Guirat Arbitre vidéo : Jérôme Brisard Arbitres assistants vidéo : Louis Delajod |
| 29 mars 2022 18h00 WAT | Rapport (FIFA)          |         |                      | Arbitrage : Sadok Selmi Arbitres assistants : Khalil Hassani Issa Musaed Attia Quatrième arbitre : Haythem Guirat Arbitre vidéo : Jérôme Brisard Arbitres assistants vidéo : Louis Delajod | Arbitrage : Sadok Selmi Arbitres assistants : Khalil Hassani Issa Musaed Attia Quatrième arbitre : Haythem Guirat Arbitre vidéo : Jérôme Brisard Arbitres assistants vidéo : Louis Delajod |

### Maroc - RD Congo
| Aller                  | RD Congo             | 1 - 1   | Maroc                      | Stade des Martyrs Kinshasa, RD Congo | |
| 25 mars 2022 16h00 WAT | ( Kayembe) Wissa 12e | (1 - 0) | 76e Tissoudali (El Kaabi ) | Arbitrage : Victor Gomes Arbitres assistants : Siwela Zakhele Souru Phatsoane Quatrième arbitre : Hélder Martins de Carvalho Arbitre vidéo : François Letexier Arbitres assistants vidéo : Benoît Millot | Arbitrage : Victor Gomes Arbitres assistants : Siwela Zakhele Souru Phatsoane Quatrième arbitre : Hélder Martins de Carvalho Arbitre vidéo : François Letexier Arbitres assistants vidéo : Benoît Millot |
| 25 mars 2022 16h00 WAT | Rapport (FIFA)       |         |                            | Arbitrage : Victor Gomes Arbitres assistants : Siwela Zakhele Souru Phatsoane Quatrième arbitre : Hélder Martins de Carvalho Arbitre vidéo : François Letexier Arbitres assistants vidéo : Benoît Millot | Arbitrage : Victor Gomes Arbitres assistants : Siwela Zakhele Souru Phatsoane Quatrième arbitre : Hélder Martins de Carvalho Arbitre vidéo : François Letexier Arbitres assistants vidéo : Benoît Millot |

| Retour                 | Maroc                                                                 | 4 - 1   | RD Congo               | Stade Mohammed-V Casablanca, Maroc                                                                                          | |
| 29 mars 2022 20h30 WAT | Ounahi 21e · Tissoudali 45+7e · ( Tissoudali) Ounahi 54e · Hakimi 69e | (2 - 0) | 77e Malango (Bakambu ) | Arbitrage : Pacifique Ndabihawenimana (es) Arbitres assistants : Elvis Noupue Seydou Tiama Quatrième arbitre : Beida Dahane | Arbitrage : Pacifique Ndabihawenimana (es) Arbitres assistants : Elvis Noupue Seydou Tiama Quatrième arbitre : Beida Dahane |
| 29 mars 2022 20h30 WAT | Rapport (FIFA)                                                        |         |                        | Arbitrage : Pacifique Ndabihawenimana (es) Arbitres assistants : Elvis Noupue Seydou Tiama Quatrième arbitre : Beida Dahane | Arbitrage : Pacifique Ndabihawenimana (es) Arbitres assistants : Elvis Noupue Seydou Tiama Quatrième arbitre : Beida Dahane |

### Mali - Tunisie
| Aller                  | Mali           | 0 - 1   | Tunisie           | Stade du 26-Mars Bamako, Mali | |
| 25 mars 2022 18h00 WAT |                | (0 - 1) | 36e (csc) Sissako | Arbitrage : Bamlak Tessema Weyesa Arbitres assistants : Ibrahim Abdallah Samuel Pwadutakam Quatrième arbitre : Ahmad Imtehaz Heeralall (de) | Arbitrage : Bamlak Tessema Weyesa Arbitres assistants : Ibrahim Abdallah Samuel Pwadutakam Quatrième arbitre : Ahmad Imtehaz Heeralall (de) |
| 25 mars 2022 18h00 WAT | Rapport (FIFA) |         |                   | Arbitrage : Bamlak Tessema Weyesa Arbitres assistants : Ibrahim Abdallah Samuel Pwadutakam Quatrième arbitre : Ahmad Imtehaz Heeralall (de) | Arbitrage : Bamlak Tessema Weyesa Arbitres assistants : Ibrahim Abdallah Samuel Pwadutakam Quatrième arbitre : Ahmad Imtehaz Heeralall (de) |

| Retour                 | Tunisie        | 0 - 0   | Mali | Stade olympique de Radès Tunis, Tunisie                                                                      | |
| 29 mars 2022 20h30 WAT |                | (0 - 0) |      | Arbitrage : Maguette N'Diaye Arbitres assistants : Djibril Camara El Hadji Samba Quatrième arbitre : Issa Sy | Arbitrage : Maguette N'Diaye Arbitres assistants : Djibril Camara El Hadji Samba Quatrième arbitre : Issa Sy |
| 29 mars 2022 20h30 WAT | Rapport (FIFA) |         |      | Arbitrage : Maguette N'Diaye Arbitres assistants : Djibril Camara El Hadji Samba Quatrième arbitre : Issa Sy | Arbitrage : Maguette N'Diaye Arbitres assistants : Djibril Camara El Hadji Samba Quatrième arbitre : Issa Sy |